# The Partner ～給摯愛的百年朋友～
《The Partner ～給摯愛的百年朋友～》（日语：The Partner ～愛しき百年の友へ～）是一部日本與越南合拍的電視劇，於2013年9月29日，分別在TBS電視台和越南電視台播出。本劇由東山紀之、范黃東主演，為紀念日本與越南建交40週年的慶祝活動之一，同時兩家電視台也是初次合作。

## 概要
本劇以越南革命人士潘佩珠為主題，根據真人真事改編。故事分為百年前的「明治篇」和現今的「現代篇」。
劇中的醫院取景自栃木縣日光市足尾的古河掛水俱樂部，此處為日本的登錄有形文化財地點。

## 演員陣容

### 明治篇
- 淺羽佐喜太郎（日语：浅羽佐喜太郎） - 東山紀之
- 潘佩珠 - 范黃東
- 大岩茜 - 武井咲
- 淺羽雅 - 吹石一惠
- 犬養毅 - 武田鐵矢
- 大隈重信 - 柄本明
- 強㭽 - 阮平明
- 陳東風 - 黎洪登
- 警官 - 伊集院光

### 現代篇
- 鈴木哲也 - 東山紀之
- 成南 - 范黃東
- 蓮 - 阮蘭芳
- 鈴木櫻 - 蘆田愛菜
- 畠山紀彰 - 中丸雄一 (KAT-TUN)
- 木下真知 - 十朱幸代

## 製作
- 編劇：谷口純一郎
- 總製作人：林慎太郎、三城真一
- 製作人：片山剛（日语：片山剛）、杜清海、遠藤正人
- 總導演：武藤淳（日语：武藤淳）
- 導演： 范清風、松田禮人
- 越南電視台廣告和電視服務中心 (TVAd) 局長：杜氏蘭香
- VTV國際局局長代理：蔡月桂
- 製作、著作：TBS、越南電視台越南電視劇製作中心 (VTV-VFC)

## 收視率
- 收視率統計為8.8%。

## 外部連結
- 日語官方網站（页面存档备份，存于） （日語）
- 越南語官方網站（页面存档备份，存于） （越南文）